# Ted Patton
Ted Patton, né le 18 février 1966 à New York, est un rameur d'aviron américain. 

## Carrière
Ted Patton participe aux Jeux olympiques de 1988 à Séoul et remporte la médaille de bronze avec le huit américain composé de Mike Teti, Jonathan Smith, John Pescatore, John Rusher, Peter Nordell, Jeffrey McLaughlin, Doug Burden et Seth Bauer.